# Тадебя-Яха
Тадебя-Яха, Тадебяяха (нен. Тадебя' Яха — «река шамана»нен. тадебце , тадебя — «шаман», нен. яха- река) — деревня (ранее имела статус посёлка) в Ямало-Ненецком автономном округе России.

## География
Бывший посёлок расположен на устье реки Тадибеяха, у её впадения в Обскую губу (залив Карского моря).
С 2014 года входит в пограничную зону РФ, которая в пределах ЯНАО установлена в полосе местности шириной 10 км от морского побережья.
Расстояние до районного центра: Тазовский 365 км.
Расстояние до окружного центра: Салехард 510 км.
Ближайшие населённые пункты — Напалково 38 км, Сёяха 65 км.

## Население
| 1989 | 2002 | 2010 | 2021 |
| ---- | ---- | ---- | ---- |
| 23   | ↘0   | →0   | ↗29  |

## История
Название селения Тадебя' Яха происходит от названия реки Тадебя' Яха (по-русски Тадибеяха), «река шамана»: нен. тадебя — существительное в форме родительного падежа «шамана», яха (сущ.) — «река».
С 2004 до 2020 гг. деревня относилась к межселенной территории Тазовского района. В 2020 году межселенная территория была упразднена в связи с преобразованием муниципального района в муниципальный округ.

## Экономика
Фактория
Оленеводство, рыболовство.

## Инфраструктура
На Тадебя-Яха предполагается (проект 2016 г.) строительство нефтепровода на экспорт из Обской губы в страны АТР